# Spatholobus crassifolius
Spatholobus crassifolius là một loài thực vật có hoa trong họ Đậu. Loài này được Benth. miêu tả khoa học đầu tiên.

## Phạm vi
Spatholobus crassifolius thường sinh sống ở bang Assam và Bangladesh.